# SN 2006sb
SN 2006sb – supernowa typu Ia odkryta 12 listopada 2006 roku w galaktyce A020630-0405. W momencie odkrycia miała maksymalną jasność 20,80m.